# Lino Arruda
Lino Arruda é um artista, ilustrador, romancista gráfico e pesquisador brasileiro. Ele é conhecido pela história em quadrinhos autobiográfica Monstrans: Experimentando Horrormônios, que foi contemplada pelo edital Itaú Rumos, do Itaú Cultural. A obra recebeu o prêmio do MixBrasil, em 2021, na categoria melhor livro LGBTQIA+ do ano e é finalista do prêmio GOLDIE 2022, da Golden Crown Literary Society, na categoria de não-ficção.
Arruda é um homem trans e costuma escrever e pesquisar sobre temáticas LGBTQIA+. Fez mestrado em História da arte e doutorado em Literatura e ambos os processos inspiraram as suas produções artísticas. Além de Monstrans, o artista também publicou as zines Anomalina (2014), Novo Corte de Peitos (2018), Quimer(d)a (2015) e Sapatoons (2011). Atualmente, escreve o quadrinho transfuturistas CISFORIA: o pior dos dois mundos com o apoio do edital ProAC.